# WTA Tour 2003
Die WTA Tour 2003 war der 33. Jahrgang der Damentennis-Turnierserie, die von der Women’s Tennis Association ausgetragen wird.
Die Teamwettbewerbe Hopman Cup und Fed Cup sind nicht Bestandteil der WTA Tour. Hier werden sie aufgeführt, weil die Spitzenspielerinnen diese Turniere in der Regel spielen.

## Turnierplan
| Kategorie          |
| ------------------ |
| Grand Slam         |
| Tour Championships |
| Tier I             |
| Tier II            |
| Tier III           |
| Tier IV & V        |

| Sonstige   |
| ---------- |
| Hopman Cup |
| Fed Cup    |

### Erklärungen
Die Zeichenfolge von z. B. 128E/96Q/64D/32Q/32M hat folgende Bedeutung:

128E = 128 Spielerinnen spielen im Einzel

96Q = 96 Spielerinnen spielen die Qualifikation

64D = 64 Paarungen spielen im Doppel

32Q = 32 Paarungen spielen die Qualifikation

32M = 32 Paarungen spielen im Mixed

### Januar
| Datum 1 | Turnier                                                                                       | Sieger(in)                             | Finalgegner(in)                     | Ergebnis       |
| ------- | --------------------------------------------------------------------------------------------- | -------------------------------------- | ----------------------------------- | -------------- |
| 30.12.  | Hopman Cup Perth, Australien ITF – 1.000.000 $ Hartplatz                                      | Serena Williams James Blake            | Alicia Molik Lleyton Hewitt         | 3:0            |
| 30.12.  | Uncle Tobys Hardcourts Gold Coast, Australien Tier III – 170.000 $ Hartplatz – 30E/32Q/16D/4Q | Nathalie Dechy                         | Marie-Gayanay Mikaelian             | 6:3, 3:6, 6:3  |
| 30.12.  | Uncle Tobys Hardcourts Gold Coast, Australien Tier III – 170.000 $ Hartplatz – 30E/32Q/16D/4Q | Swetlana Kusnezowa Martina Navratilova | Nathalie Dechy Émilie Loit          | 6:4, 6:4       |
| 30.12.  | ASB Classic Auckland, Neuseeland Tier IV – 140.000 $ Hartplatz – 32E/32Q/16D/4Q               | Eleni Daniilidou                       | Cho Yoon-jeong                      | 6:4, 4:6, 7:62 |
| 30.12.  | ASB Classic Auckland, Neuseeland Tier IV – 140.000 $ Hartplatz – 32E/32Q/16D/4Q               | Teryn Ashley Abigail Spears            | Cara Black Jelena Lichowzewa        | 6:2, 2:6, 6:0  |
| 06.01.  | Moorilla International Hobart, Australien Tier V – 110.000 $ Hartplatz – 32E/32Q/16D/3Q       | Alicia Molik                           | Amy Frazier                         | 6.2, 4:6, 6:4  |
| 06.01.  | Moorilla International Hobart, Australien Tier V – 110.000 $ Hartplatz – 32E/32Q/16D/3Q       | Cara Black Jelena Lichowzewa           | Barbara Schett Patricia Wartusch    | 7:5, 7:61      |
| 06.01.  | adidas International Sydney, Australien Tier II – 585.000 $ Hartplatz – 28E/32Q/16D/3Q        | Kim Clijsters                          | Lindsay Davenport                   | 6:4, 6:3       |
| 06.01.  | adidas International Sydney, Australien Tier II – 585.000 $ Hartplatz – 28E/32Q/16D/3Q        | Kim Clijsters Ai Sugiyama              | Conchita Martínez Rennae Stubbs     | 6:3, 6:3       |
| 06.01.  | Canberra Women’s Classic Canberra, Australien Tier V – 110.000 $ Hartplatz – 32E/32Q/16D/2Q   | Meghann Shaughnessy                    | Francesca Schiavone                 | 6:1, 6:1       |
| 06.01.  | Canberra Women’s Classic Canberra, Australien Tier V – 110.000 $ Hartplatz – 32E/32Q/16D/2Q   | Tathiana Garbin Émilie Loit            | Dája Bedáňová Dinara Safina         | 6:3, 3:6, 6:4  |
| 13.01.  | Australian Open Melbourne, Australien Grand Slam – 4.838.625 $ Hartplatz – 128E/96Q/64D/32M   | Serena Williams                        | Venus Williams                      | 7:64, 3:6, 6:4 |
| 13.01.  | Australian Open Melbourne, Australien Grand Slam – 4.838.625 $ Hartplatz – 128E/96Q/64D/32M   | Serena Williams Venus Williams         | Virginia Ruano Pascual Paola Suárez | 4:6, 6:4, 6:3  |
| 13.01.  | Australian Open Melbourne, Australien Grand Slam – 4.838.625 $ Hartplatz – 128E/96Q/64D/32M   | Martina Navratilova Leander Paes       | Eleni Daniilidou Todd Woodbridge    | 6:4, 7:5       |
| 27.01.  | Toray Pan Pacific Open (Halle) Tokio, Japan Tier I – 1.300.000 $ Teppich – 28E/32Q/16D/3Q     | Lindsay Davenport                      | Monica Seles                        | 6:76, 6:1, 6:2 |
| 27.01.  | Toray Pan Pacific Open (Halle) Tokio, Japan Tier I – 1.300.000 $ Teppich – 28E/32Q/16D/3Q     | Jelena Bowina Rennae Stubbs            | Lindsay Davenport Lisa Raymond      | 6:3, 6:4       |

### Februar
| Datum 1 | Turnier | Siegerin                               | Finalgegnerin                            | Ergebnis       |
| ------- | --- | -------------------------------------- | ---------------------------------------- | -------------- |
| 03.02.  | WTA Indian Open Hyderabad, Indien Tier IV – 140.000 $ Hartplatz – 32E/32Q/16D/4Q                                | Tamarine Tanasugarn                    | Iroda Toʻlaganova                        | 6:4, 6:4       |
| 03.02.  | WTA Indian Open Hyderabad, Indien Tier IV – 140.000 $ Hartplatz – 32E/32Q/16D/4Q                                | Jelena Lichowzewa Iroda Toʻlaganova    | Jewgenija Kulikowskaja Tazzjana Putschak | 6:4, 6:4       |
| 03.02.  | Open Gaz de France (Halle) Paris, Frankreich Tier II – 585.000 $ Teppich – 28E/32Q/16D/3Q                       | Serena Williams                        | Amélie Mauresmo                          | 6:3, 6:2       |
| 03.02.  | Open Gaz de France (Halle) Paris, Frankreich Tier II – 585.000 $ Teppich – 28E/32Q/16D/3Q                       | Barbara Schett Patty Schnyder          | Marion Bartoli Stéphanie Cohen-Aloro     | 2:6, 6:2, 7:65 |
| 10.02.  | Qatar TotalFinaElf Open Doha, Katar Tier III – 170.000 $ Hartplatz – 30E/32Q/16D/4Q                             | Anastassija Myskina                    | Jelena Lichowzewa                        | 6:3, 6:1       |
| 10.02.  | Qatar TotalFinaElf Open Doha, Katar Tier III – 170.000 $ Hartplatz – 30E/32Q/16D/4Q                             | Janet Lee Wynne Prakusya               | María Vento-Kabchi Angelique Widjaja     | 6:1, 6:3       |
| 10.02.  | Proximus Diamond Games (Halle) Antwerpen, Belgien Tier II- 585.000 $ Teppich – 28E/32Q/16D/4Q                   | Venus Williams                         | Kim Clijsters                            | 6:2, 6:4       |
| 10.02.  | Proximus Diamond Games (Halle) Antwerpen, Belgien Tier II- 585.000 $ Teppich – 28E/32Q/16D/4Q                   | Kim Clijsters Ai Sugiyama              | Nathalie Dechy Émilie Loit               | 6:2, 6:0       |
| 17.02.  | Kroger St. Jude (Halle) Memphis, Vereinigte Staaten Tier III – 170.000 $ Hartplatz – 30E/22Q/16D/4Q             | Lisa Raymond                           | Amanda Coetzer                           | 6:3, 6:2       |
| 17.02.  | Kroger St. Jude (Halle) Memphis, Vereinigte Staaten Tier III – 170.000 $ Hartplatz – 30E/22Q/16D/4Q             | Akiko Morigami Saori Obata             | Alina Schidkowa Bryanne Stewart          | 6:1, 6:1       |
| 17.02.  | Dubai Duty Free Women’s Open Dubai, Vereinigte Arabische Emirate Tier II – 585.000 $ Hartplatz – 28E/32Q/16D/4Q | Justine Henin-Hardenne                 | Monica Seles                             | 4:6, 7:64, 7:5 |
| 17.02.  | Dubai Duty Free Women’s Open Dubai, Vereinigte Arabische Emirate Tier II – 585.000 $ Hartplatz – 28E/32Q/16D/4Q | Swetlana Kusnezowa Martina Navratilova | Cara Black Jelena Lichowzewa             | 6:3, 7:67      |
| 17.02.  | Copa Colsanitas Bogotá, Kolumbien Tier III – 170.000 $ Sandplatz (rot) – 30E/32Q/16D/4Q                         | Fabiola Zuluaga                        | Anabel Medina Garrigues                  | 6:3, 6:2       |
| 17.02.  | Copa Colsanitas Bogotá, Kolumbien Tier III – 170.000 $ Sandplatz (rot) – 30E/32Q/16D/4Q                         | Katarina Srebotnik Åsa Svensson        | Tina Križan Tetjana Perebyjnis           | 6:2, 6:1       |
| 24.03.  | State Farm Women’s Tennis Classic Scottsdale, Vereinigte Staaten Tier II – 585.000 $ Hartplatz – 28E/29Q/16D/4Q | Ai Sugiyama                            | Kim Clijsters                            | 3:6, 7:5, 6:4  |
| 24.03.  | State Farm Women’s Tennis Classic Scottsdale, Vereinigte Staaten Tier II – 585.000 $ Hartplatz – 28E/29Q/16D/4Q | Kim Clijsters Ai Sugiyama              | Lindsay Davenport Lisa Raymond           | 6:1, 6:4       |
| 24.03.  | Abierto Mexicano Pegaso Acapulco, Mexiko Tier III – 170.000 $ Sandplatz (rot) – 30E/30Q/16D/4Q                  | Amanda Coetzer                         | Mariana Díaz-Oliva                       | 7:5, 6:3       |
| 24.03.  | Abierto Mexicano Pegaso Acapulco, Mexiko Tier III – 170.000 $ Sandplatz (rot) – 30E/30Q/16D/4Q                  | Émilie Loit Åsa Svensson               | Petra Mandula Patricia Wartusch          | 6:3, 6:1       |

### März
| Datum 1 | Turnier | Siegerin                          | Finalgegnerin                    | Ergebnis      |
| ------- | --- | --------------------------------- | -------------------------------- | ------------- |
| 03.03.  | Pacific Life Open Indian Wells, Vereinigte Staaten Tier I – 2.100.000 $ Hartplatz – 96E/48Q/32D/8Q                  | Kim Clijsters                     | Lindsay Davenport                | 6:4, 7:5      |
| 03.03.  | Pacific Life Open Indian Wells, Vereinigte Staaten Tier I – 2.100.000 $ Hartplatz – 96E/48Q/32D/8Q                  | Lindsay Davenport Lisa Raymond    | Kim Clijsters Ai Sugiyama        | 3:6, 6:4, 6:1 |
| 17.03.  | NASDAQ-100 Open Miami, Vereinigte Staaten Tier I – 3.000.000 $ Hartplatz – 96E/48Q/32D/8Q                           | Serena Williams                   | Jennifer Capriati                | 4:6, 6:4, 6:1 |
| 17.03.  | NASDAQ-100 Open Miami, Vereinigte Staaten Tier I – 3.000.000 $ Hartplatz – 96E/48Q/32D/8Q                           | Liezel Huber Magdalena Maleewa    | Shinobu Asagoe Nana Miyagi       | 6:4, 3:6, 7:5 |
| 31.03.  | Grand Prix De SAR La Princesse Lalla Meryem Casablanca, Marokko Tier V – 110.000 $ Sandplatz (rot) – 32E/32Q/16D/4Q | Rita Grande                       | Antonella Serra Zanetti          | 6:2, 4:6, 6:1 |
| 31.03.  | Grand Prix De SAR La Princesse Lalla Meryem Casablanca, Marokko Tier V – 110.000 $ Sandplatz (rot) – 32E/32Q/16D/4Q | Gisela Dulko María Emilia Salerni | Henrieta Nagyová Olena Tatarkowa | 6:3, 6:4      |
| 31.03.  | Clay Court Open Sarasota, Vereinigte Staaten Tier IV – 140.000 $ Sandplatz (rot) – 32E/32Q/16D/4Q                   | Anastassija Myskina               | Alicia Molik                     | 6:4, 6:1      |
| 31.03.  | Clay Court Open Sarasota, Vereinigte Staaten Tier IV – 140.000 $ Sandplatz (rot) – 32E/32Q/16D/4Q                   | Liezel Huber Martina Navratilova  | Shinobu Asagoe Nana Miyagi       | 7:68, 6:3     |

### April
| Datum 1 | Turnier | Siegerin                            | Finalgegnerin                                 | Ergebnis               |
| ------- | --- | ----------------------------------- | --------------------------------------------- | ---------------------- |
| 07.04.  | Estoril Open Oeiras, Portugal Tier IV – 140.000 $ Sandplatz (rot) – 32E/32Q/16D/4Q                                  | Magüi Serna                         | Julia Schruff                                 | 6:4, 6:1               |
| 07.04.  | Estoril Open Oeiras, Portugal Tier IV – 140.000 $ Sandplatz (rot) – 32E/32Q/16D/4Q                                  | Petra Mandula Patricia Wartusch     | Maret Ani Emmanuelle Gagliardi                | 6:73, 7:63, 6:2        |
| 07.04.  | Family Circle Cup Charleston, Vereinigte Staaten Tier I – 1.300.000 $ Sandplatz (grün) – 56E/32Q/28D/4Q             | Justine Henin-Hardenne              | Serena Williams                               | 6:3, 6:4               |
| 07.04.  | Family Circle Cup Charleston, Vereinigte Staaten Tier I – 1.300.000 $ Sandplatz (grün) – 56E/32Q/28D/4Q             | Virginia Ruano Pascual Paola Suárez | Janette Husárová Conchita Martínez            | 6:0, 6:3               |
| 14.04.  | Bausch & Lomb Championships Amelia Island, Vereinigte Staaten Tier II – 585.000 $ Sandplatz (grün) – 48E/16Q/16D/4Q | Jelena Dementjewa                   | Lindsay Davenport                             | 4:6, 7:5, 6:3          |
| 14.04.  | Bausch & Lomb Championships Amelia Island, Vereinigte Staaten Tier II – 585.000 $ Sandplatz (grün) – 48E/16Q/16D/4Q | Lindsay Davenport Lisa Raymond      | Virginia Ruano Pascual Paola Suárez           | 7:5, 6:2               |
| 14.04.  | Tippmix Budapest Grand Prix Budapest, Ungarn Tier V – 110.000 $ Sandplatz (rot) – 32E/32Q/16D/4Q                    | Magüi Serna                         | Alicia Molik                                  | 3:6, 7:5, 6:4          |
| 14.04.  | Tippmix Budapest Grand Prix Budapest, Ungarn Tier V – 110.000 $ Sandplatz (rot) – 32E/32Q/16D/4Q                    | Petra Mandula Olena Tatarkowa       | Conchita Martínez Granados Tetjana Perebyjnis | 6:3, 6:1               |
| 28.04.  | Croatian Bol Ladies Open Bol, Kroatien Tier III – 170.000 $ Sandplatz (rot) – 30E/32Q/16D/4Q                        | Wera Swonarjowa                     | Conchita Martínez Granados                    | 6:1, 6:3               |
| 28.04.  | Croatian Bol Ladies Open Bol, Kroatien Tier III – 170.000 $ Sandplatz (rot) – 30E/32Q/16D/4Q                        | Petra Mandula Patricia Wartusch     | Emmanuelle Gagliardi Patty Schnyder           | 6:3, 6:2               |
| 28.04.  | J&S Cup Warschau, Polen Tier II – 700.000 $ Sandplatz (rot) – 28E/31Q/16D/2Q                                        | Amélie Mauresmo                     | Venus Williams                                | 6:76, 6:0, 3:0 Aufgabe |
| 28.04.  | J&S Cup Warschau, Polen Tier II – 700.000 $ Sandplatz (rot) – 28E/31Q/16D/2Q                                        | Liezel Huber Magdalena Maleewa      | Eleni Daniilidou Francesca Schiavone          | 3:6, 6:4, 6:2          |

### Mai
| Datum 1 | Turnier                                                                                                  | Sieger(in)                             | Finalgegner(in)                     | Ergebnis       |
| ------- | --- | -------------------------------------- | ----------------------------------- | -------------- |
| 05.05.  | MasterCard German Open Berlin, Deutschland Tier I – 1.224.000 $ Sandplatz (rot) – 56E/32Q/28D/4Q         | Justine Henin-Hardenne                 | Kim Clijsters                       | 6:4, 4:6, 7:5  |
| 05.05.  | MasterCard German Open Berlin, Deutschland Tier I – 1.224.000 $ Sandplatz (rot) – 56E/32Q/28D/4Q         | Virginia Ruano Pascual Paola Suárez    | Kim Clijsters Ai Sugiyama           | 6:3, 4:6, 6:4  |
| 12.05.  | Telecom Italia Masters Rom, Italien Tier I – 1.300.000 $ Sandplatz (rot) – 56E/48Q/28D/4Q                | Kim Clijsters                          | Amélie Mauresmo                     | 3:6, 7:63, 6:0 |
| 12.05.  | Telecom Italia Masters Rom, Italien Tier I – 1.300.000 $ Sandplatz (rot) – 56E/48Q/28D/4Q                | Swetlana Kusnezowa Martina Navratilova | Jelena Dokić Nadja Petrowa          | 6:4, 5:7, 6:2  |
| 19.05.  | Madrid Trofeo Union Fenosa Madrid, Spanien Tier III – 170.000 $ Sandplatz (rot) – 30E/32Q/16D/4Q         | Chanda Rubin                           | María Sánchez Lorenzo               | 6:4, 5:7, 6:4  |
| 19.05.  | Madrid Trofeo Union Fenosa Madrid, Spanien Tier III – 170.000 $ Sandplatz (rot) – 30E/32Q/16D/4Q         | Jill Craybas Liezel Huber              | Rita Grande Angelique Widjaja       | 6:4, 7:66      |
| 19.05.  | Internationaux de Strasbourg Straßburg, Frankreich Tier III – 170.000 $ Sandplatz (rot) – 30E/32Q/16D/4Q | Silvia Farina Elia                     | Karolina Šprem                      | 6:3, 4:6, 6:4  |
| 19.05.  | Internationaux de Strasbourg Straßburg, Frankreich Tier III – 170.000 $ Sandplatz (rot) – 30E/32Q/16D/4Q | Sonya Jeyaseelan Maja Matevžič         | Laura Granville Jelena Kostanić     | 6:4, 6:4       |
| 26.05.  | French Open Paris, Frankreich Grand Slam – 6.225.054 $ Sandplatz (rot) – 128E/96Q/64D/32M                | Justine Henin-Hardenne                 | Kim Clijsters                       | 6:0, 6:4       |
| 26.05.  | French Open Paris, Frankreich Grand Slam – 6.225.054 $ Sandplatz (rot) – 128E/96Q/64D/32M                | Kim Clijsters Ai Sugiyama              | Virginia Ruano Pascual Paola Suárez | 6:75, 6:2, 9:7 |
| 26.05.  | French Open Paris, Frankreich Grand Slam – 6.225.054 $ Sandplatz (rot) – 128E/96Q/64D/32M                | Lisa Raymond Mike Bryan                | Jelena Lichowzewa Mahesh Bhupathi   | 6:3, 6:4       |

### Juni
| Datum 1 | Turnier | Sieger(in)                           | Finalgegner(in)                     | Ergebnis          |
| ------- | --- | ------------------------------------ | ----------------------------------- | ----------------- |
| 09.06.  | Wien Energie Grand Prix Wien, Österreich Tier III – 170.000 $ Sandplatz (rot) – 30E/32Q/16D/4Q                    | Paola Suárez                         | Karolina Šprem                      | 7:60, 2:6, 6:4    |
| 09.06.  | Wien Energie Grand Prix Wien, Österreich Tier III – 170.000 $ Sandplatz (rot) – 30E/32Q/16D/4Q                    | Li Ting Sun Tiantian                 | Yan Zi Zheng Jie                    | 6:3, 6:4          |
| 09.06.  | DFS Classic Birmingham, Großbritannien Tier III – 170.000 $ Rasen – 56E/32Q/16D/4Q                                | Magdalena Maleewa                    | Shinobu Asagoe                      | 6:1, 6:4          |
| 09.06.  | DFS Classic Birmingham, Großbritannien Tier III – 170.000 $ Rasen – 56E/32Q/16D/4Q                                | Els Callens Meilen Tu                | Alicia Molik Martina Navratilova    | 7:5, 6:4          |
| 16.06.  | Hastings Direct International Championships Eastbourne, Großbritannien Tier II – 585.000 $ Rasen – 28E/32Q/16D/2Q | Chanda Rubin                         | Conchita Martínez                   | 6:4, 3:6, 6:4     |
| 16.06.  | Hastings Direct International Championships Eastbourne, Großbritannien Tier II – 585.000 $ Rasen – 28E/32Q/16D/2Q | Lindsay Davenport Lisa Raymond       | Jennifer Capriati Magüi Serna       | 6:3, 6:2          |
| 16.06.  | Ordina Open ’s-Hertogenbosch, Niederlande Tier III – 170.000 $ Rasen – 30E/16D                                    | Kim Clijsters                        | Justine Henin-Hardenne              | 6:74, 3:0 Aufgabe |
| 16.06.  | Ordina Open ’s-Hertogenbosch, Niederlande Tier III – 170.000 $ Rasen – 30E/16D                                    | Jelena Dementjewa Lina Krasnoruzkaja | Nadja Petrowa Mary Pierce           | 2:6, 6:3, 6:4     |
| 23.06.  | Wimbledon Championships London, Großbritannien Grand Slam – 6.246.871 $ Rasen – 128E/96Q/64D/16Q/64M              | Serena Williams                      | Venus Williams                      | 4:6, 6:4, 6:2     |
| 23.06.  | Wimbledon Championships London, Großbritannien Grand Slam – 6.246.871 $ Rasen – 128E/96Q/64D/16Q/64M              | Kim Clijsters Ai Sugiyama            | Virginia Ruano Pascual Paola Suárez | 6:4, 6:4          |
| 23.06.  | Wimbledon Championships London, Großbritannien Grand Slam – 6.246.871 $ Rasen – 128E/96Q/64D/16Q/64M              | Martina Navratilova Leander Paes     | Anastassija Rodionowa Andy Ram      | 6:3, 6:3          |

### Juli
| Datum 1 | Turnier                                                                                                  | Siegerin                             | Finalgegnerin                                      | Ergebnis      |
| ------- | --- | ------------------------------------ | -------------------------------------------------- | ------------- |
| 07.07.  | Internazionali Femminili di Palermo Palermo, Italien Tier V – 110.000 $ Sandplatz (rot) – 32E/30Q/16D/3Q | Dinara Safina                        | Katarina Srebotnik                                 | 6:3, 6:4      |
| 07.07.  | Internazionali Femminili di Palermo Palermo, Italien Tier V – 110.000 $ Sandplatz (rot) – 32E/30Q/16D/3Q | Adriana Serra Zanetti Emily Stellato | María José Martínez Sánchez Arantxa Parra Santonja | 6:4, 6:2      |
| 21.07.  | Bank of the West Classic Stanford, Vereinigte Staaten Tier II – 635.000 $ Hartplatz – 28E/23Q/16D/3Q     | Kim Clijsters                        | Jennifer Capriati                                  | 4:6, 6:4, 6:2 |
| 21.07.  | Bank of the West Classic Stanford, Vereinigte Staaten Tier II – 635.000 $ Hartplatz – 28E/23Q/16D/3Q     | Cara Black Lisa Raymond              | Cho Yoon-jeong Francesca Schiavone                 | 7:65, 6:1     |
| 28.07.  | Idea Prokom Open Sopot, Polen Tier III – 300.000 $ Sandplatz (rot) – 30E/32Q/16D/4Q                      | Anna Pistolesi                       | Klára Koukalová                                    | 6:2, 6:0      |
| 28.07.  | Idea Prokom Open Sopot, Polen Tier III – 300.000 $ Sandplatz (rot) – 30E/32Q/16D/4Q                      | Tetjana Perebyjnis Silvija Talaja    | Maret Ani Libuše Průšová                           | 6:4, 6:2      |
| 28.07.  | Acura Classic San Diego, Vereinigte Staaten Tier II – 1.000.000 $ Hartplatz – 48E/16Q/16D/4Q             | Justine Henin-Hardenne               | Kim Clijsters                                      | 3:6, 6:2, 6:3 |
| 28.07.  | Acura Classic San Diego, Vereinigte Staaten Tier II – 1.000.000 $ Hartplatz – 48E/16Q/16D/4Q             | Kim Clijsters Ai Sugiyama            | Lindsay Davenport Lisa Raymond                     | 6:4, 7:5      |

### August
| Datum 1 | Turnier                                                                                       | Sieger(in)                             | Finalgegner(in)                        | Ergebnis         |
| ------- | --------------------------------------------------------------------------------------------- | -------------------------------------- | -------------------------------------- | ---------------- |
| 04.08.  | JPMorgan Chase Open Carson, Vereinigte Staaten Tier II – 635.000 $ Hartplatz – 48E/16Q/16D/4Q | Kim Clijsters                          | Lindsay Davenport                      | 6:1, 3:6, 6:1    |
| 04.08.  | JPMorgan Chase Open Carson, Vereinigte Staaten Tier II – 635.000 $ Hartplatz – 48E/16Q/16D/4Q | Mary Pierce Rennae Stubbs              | Jelena Bowina Els Callens              | 6:3, 6:3         |
| 04.08.  | Nordea Nordic Light Open Espoo, Finnland Tier IV – 140.000 $ Sandplatz (rot) – 32E/32Q/16D/4Q | Anna Pistolesi                         | Jelena Kostanić                        | 4:6, 6:4, 6:0    |
| 04.08.  | Nordea Nordic Light Open Espoo, Finnland Tier IV – 140.000 $ Sandplatz (rot) – 32E/32Q/16D/4Q | Jewgenija Kulikowskaja Olena Tatarkowa | Tetjana Perebyjnis Silvija Talaja      | 6:2, 6:4         |
| 11.08.  | Rogers Cup Toronto, Kanada Tier I – 1.325.000 $ Hartplatz – 56E/32Q/28D/3Q                    | Justine Henin-Hardenne                 | Lina Krasnoruzkaja                     | 6:1, 6:0         |
| 11.08.  | Rogers Cup Toronto, Kanada Tier I – 1.325.000 $ Hartplatz – 56E/32Q/28D/3Q                    | Swetlana Kusnezowa Martina Navratilova | María Vento-Kabchi Angelique Widjaja   | 3:6, 6:1, 6:1    |
| 18.08.  | Pilot Pen Tennis New Haven, Vereinigte Staaten Tier II – 625.000 $ Hartplatz – 28E/48Q/16D/4Q | Jennifer Capriati                      | Lindsay Davenport                      | 6:2, 4:0 Aufgabe |
| 18.08.  | Pilot Pen Tennis New Haven, Vereinigte Staaten Tier II – 625.000 $ Hartplatz – 28E/48Q/16D/4Q | Virginia Ruano Pascual Paola Suárez    | Alicia Molik Magüi Serna               | 7:66, 6:3        |
| 25.08.  | US Open New York, Vereinigte Staaten Grand Slam – 7.586.000 $ Hartplatz – 128E/128Q/64D/32M   | Justine Henin-Hardenne                 | Kim Clijsters                          | 7:5, 6:1         |
| 25.08.  | US Open New York, Vereinigte Staaten Grand Slam – 7.586.000 $ Hartplatz – 128E/128Q/64D/32M   | Virginia Ruano Pascual Paola Suárez    | Swetlana Kusnezowa Martina Navratilova | 6:2, 6:3         |
| 25.08.  | US Open New York, Vereinigte Staaten Grand Slam – 7.586.000 $ Hartplatz – 128E/128Q/64D/32M   | Katarina Srebotnik Bob Bryan           | Lina Krasnoruzkaja Daniel Nestor       | 5:7, 7:5, 7:65   |

### September
| Datum 1 | Turnier                                                                                          | Siegerin                               | Finalgegnerin                       | Ergebnis       |
| ------- | ------------------------------------------------------------------------------------------------ | -------------------------------------- | ----------------------------------- | -------------- |
| 08.09.  | Wismilak International Bali, Indonesien Tier III – 225.000 $ Hartplatz – 30E/24Q/16D/4Q          | Jelena Dementjewa                      | Chanda Rubin                        | 6:2, 6:1       |
| 08.09.  | Wismilak International Bali, Indonesien Tier III – 225.000 $ Hartplatz – 30E/24Q/16D/4Q          | María Vento-Kabchi Angelique Widjaja   | Émilie Loit Nicole Pratt            | 7:5, 6:2       |
| 15.09.  | Polo Open Shanghai Schanghai, China Tier II – 585.000 $ Hartplatz – 28E/32Q/16D/4Q               | Jelena Dementjewa                      | Chanda Rubin                        | 6:3, 7:66      |
| 15.09.  | Polo Open Shanghai Schanghai, China Tier II – 585.000 $ Hartplatz – 28E/32Q/16D/4Q               | Émilie Loit Nicole Pratt               | Ai Sugiyama Tamarine Tanasugarn     | 6:3, 6:3       |
| 22.09.  | Sparkassen Cup (Halle) Leipzig, Deutschland Tier II – 585.000 $ Teppich – 28E/32Q/16D/4Q         | Anastassija Myskina                    | Justine Henin-Hardenne              | 3:6, 6:3, 6:3  |
| 22.09.  | Sparkassen Cup (Halle) Leipzig, Deutschland Tier II – 585.000 $ Teppich – 28E/32Q/16D/4Q         | Swetlana Kusnezowa Martina Navratilova | Jelena Lichowzewa Nadja Petrowa     | 3:6, 6:1, 6:3  |
| 29.09.  | AIG Japan Open Tennis Championships Tokio, Japan Tier III – 170.000 $ Hartplatz – 30E/32Q/16D/4Q | Marija Scharapowa                      | Anikó Kapros                        | 2:6, 6:2, 7:65 |
| 29.09.  | AIG Japan Open Tennis Championships Tokio, Japan Tier III – 170.000 $ Hartplatz – 30E/32Q/16D/4Q | Marija Scharapowa Tamarine Tanasugarn  | Ansley Cargill Ashley Harkleroad    | 7:61, 6:0      |
| 29.09.  | Kremlin Cup (Halle) Moskau, Russland Tier I – 1.300.000 $ Teppich – 28E/32Q/16D/4Q               | Anastassija Myskina                    | Amélie Mauresmo                     | 6:2, 6:4       |
| 29.09.  | Kremlin Cup (Halle) Moskau, Russland Tier I – 1.300.000 $ Teppich – 28E/32Q/16D/4Q               | Nadja Petrowa Meghann Shaughnessy      | Anastassija Myskina Wera Swonarjowa | 6:3, 6:4       |

### Oktober
| Datum 1 | Turnier | Siegerin                              | Finalgegnerin                       | Ergebnis         |
| ------- | --- | ------------------------------------- | ----------------------------------- | ---------------- |
| 06.10.  | Tashkent Open Taschkent, Usbekistan Tier IV – 140.000 $ Hartplatz – 32E/32Q/16D/4Q                            | Virginia Pascual Pascual              | Saori Obata                         | 6:2, 7:62        |
| 06.10.  | Tashkent Open Taschkent, Usbekistan Tier IV – 140.000 $ Hartplatz – 32E/32Q/16D/4Q                            | Julija Bejhelsymer Tazzjana Putschak  | Li Ting Sun Tiantian                | 6:3, 7:60        |
| 06.10.  | Porsche Tennis Grand Prix (Halle) Filderstadt, Deutschland Tier II – 650.000 $ Hartplatz – 28E/32Q/16D        | Kim Clijsters                         | Justine Henin-Hardenne              | 5:7, 6:4, 6:2    |
| 06.10.  | Porsche Tennis Grand Prix (Halle) Filderstadt, Deutschland Tier II – 650.000 $ Hartplatz – 28E/32Q/16D        | Lisa Raymond Rennae Stubbs            | Cara Black Martina Navratilova      | 6:2, 6:4         |
| 13.10.  | Swisscom Challenge Zürich (Halle) Zürich, Schweiz Tier I – 1.300.000 $ Hartplatz – 28E/32Q/16D/2Q             | Justine Henin-Hardenne                | Jelena Dokić                        | 6:0, 6:4         |
| 13.10.  | Swisscom Challenge Zürich (Halle) Zürich, Schweiz Tier I – 1.300.000 $ Hartplatz – 28E/32Q/16D/2Q             | Kim Clijsters Ai Sugiyama             | Virginia Ruano Pascual Paola Suárez | 7:63, 6:2        |
| 20.10.  | Generali Ladies Linz (Halle) Linz, Österreich Tier II – 585.000 $ Hartplatz – 28E/32Q/16D                     | Ai Sugiyama                           | Nadja Petrowa                       | 7:5, 6:4         |
| 20.10.  | Generali Ladies Linz (Halle) Linz, Österreich Tier II – 585.000 $ Hartplatz – 28E/32Q/16D                     | Liezel Huber Ai Sugiyama              | Marion Bartoli Silvia Farina Elia   | 6:1, 7:66        |
| 20.10.  | Seat Open Luxembourg (Halle) Luxemburg, Luxemburg Tier III – 225.000 $ Teppich – 30E/28Q/16D/2Q               | Kim Clijsters                         | Chanda Rubin                        | 6:2, 7:5         |
| 20.10.  | Seat Open Luxembourg (Halle) Luxemburg, Luxemburg Tier III – 225.000 $ Teppich – 30E/28Q/16D/2Q               | Marija Scharapowa Tamarine Tanasugarn | Olena Tatarkowa Marlene Weingärtner | 6:1, 6:4         |
| 27.10.  | Advanta Championships (Halle) Philadelphia, Vereinigte Staaten Tier II – 585.000 $ Hartplatz – 28E/32Q/16D/2Q | Amélie Mauresmo                       | Anastassija Myskina                 | 5:7, 6:0, 6:2    |
| 27.10.  | Advanta Championships (Halle) Philadelphia, Vereinigte Staaten Tier II – 585.000 $ Hartplatz – 28E/32Q/16D/2Q | Martina Navratilova Lisa Raymond      | Cara Black Rennae Stubbs            | 6:3, 6:4         |
| 27.10.  | Challenge Bell (Halle) Québec, Kanada Tier III – 170.000 $ Teppich – 30E/32Q/16D/4Q                           | Marija Scharapowa                     | Milagros Sequera                    | 6:2, 0:0 Aufgabe |
| 27.10.  | Challenge Bell (Halle) Québec, Kanada Tier III – 170.000 $ Teppich – 30E/32Q/16D/4Q                           | Li Ting Sun Tiantian                  | Els Callens Meilen Tu               | 6:3, 6:3         |

### November
| Datum 1 | Turnier                                                                                           | Siegerin                            | Finalgegnerin                    | Ergebnis      |
| ------- | ------------------------------------------------------------------------------------------------- | ----------------------------------- | -------------------------------- | ------------- |
| 03.11.  | Volvo Women’s Open Pattaya, Thailand Tier V – 110.000 $ Hartplatz – 32E/27Q/16D/4Q                | Henrieta Nagyová                    | Ľubomíra Kurhajcová              | 6:4, 6:2      |
| 03.11.  | Volvo Women’s Open Pattaya, Thailand Tier V – 110.000 $ Hartplatz – 32E/27Q/16D/4Q                | Li Ting Sun Tiantian                | Wynne Prakusya Angelique Widjaja | 6:4, 6:3      |
| 03.11.  | WTA Championships (Halle) Los Angeles, Vereinigte Staaten Masters – 3.000.000 $ Hartplatz – 8E/4D | Kim Clijsters                       | Amélie Mauresmo                  | 6:2, 6:0      |
| 03.11.  | WTA Championships (Halle) Los Angeles, Vereinigte Staaten Masters – 3.000.000 $ Hartplatz – 8E/4D | Virginia Ruano Pascual Paola Suárez | Kim Clijsters Ai Sugiyama        | 6:4, 3:6, 6:3 |
| 10.11.  | Fed Cup Finale Moskau, Russland, Teppich                                                          | Frankreich                          | Vereinigte Staaten               | 4:1           |